# Marchreisenspitze
Die Marchreisenspitze ist mit 2620 m ü. A. der fünfthöchste Gipfel der Kalkkögel in den Stubaier Alpen. Zusammen mit dem Ampferstein und der Malgrubenspitze bildet sie das bekannte „Dreigestirn“ über der Axamer Lizum, welches bis ins Inntal gut sichtbar ist.

## Anstiege
Die am meisten genutzte Anstiegsmöglichkeit bietet der Lustige-Bergler-Steig, ein leichter Klettersteig, der vom Halsl über den Ampferstein auch auf die Marchreisenspitze führt. Vom Ampferstein steigt man zunächst südseitig an den Kehlbachlspitzen vorbei, bevor der Steig in die Südflanke der Marchreisenspitze leitet. Durch eine schottrige Schlucht und einige Bänder erreicht man schließlich den Gipfel.
Ein weiterer Anstieg bietet sich vom Gsallerweg durch die Südwestflanke.
Schließlich gibt es noch einige Abstiegsvarianten, etwa durch die große Schotterreiße in die Lizum oder südwärts in die Schlick.

## Bilder

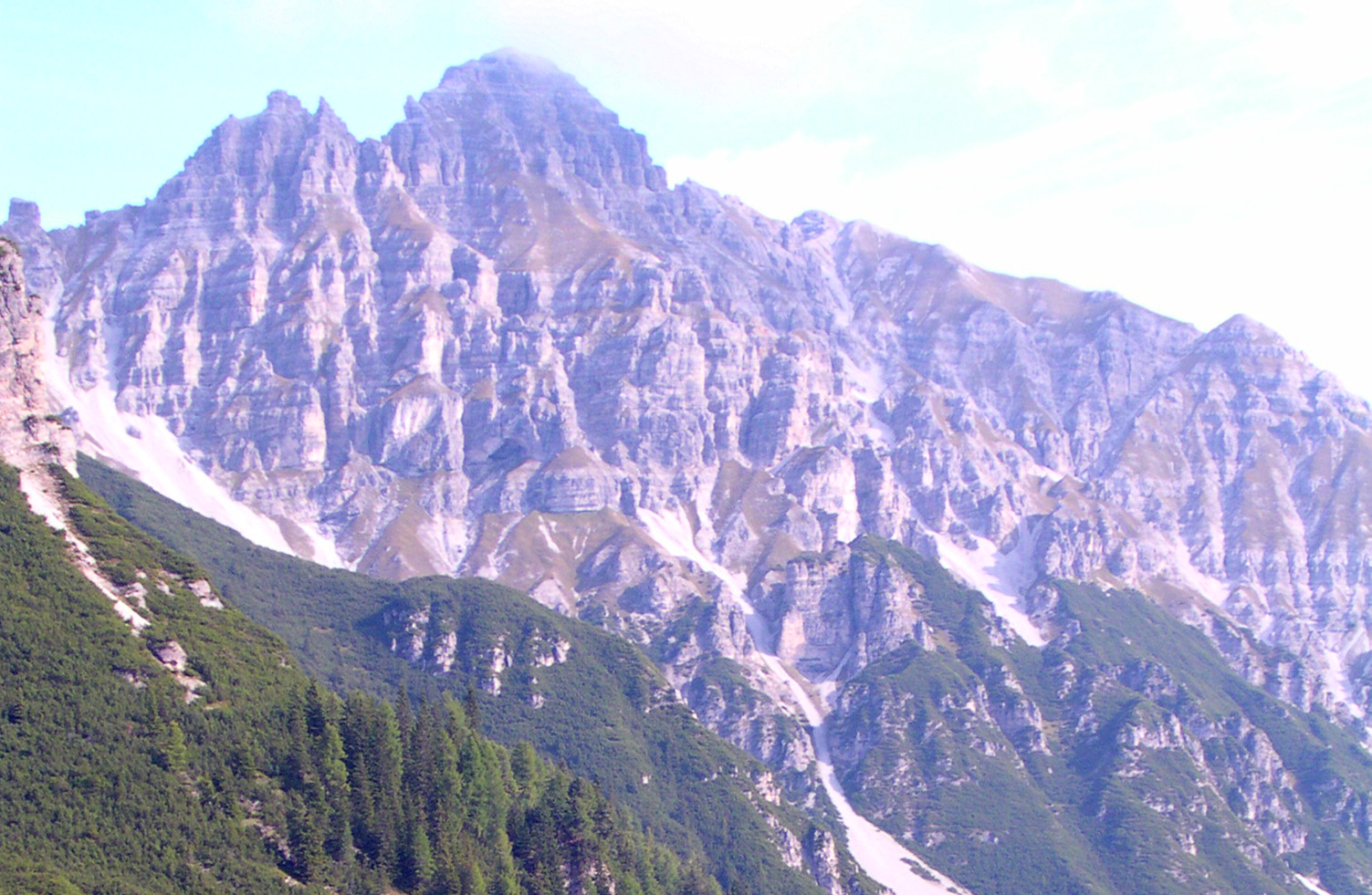
Von Südwesten
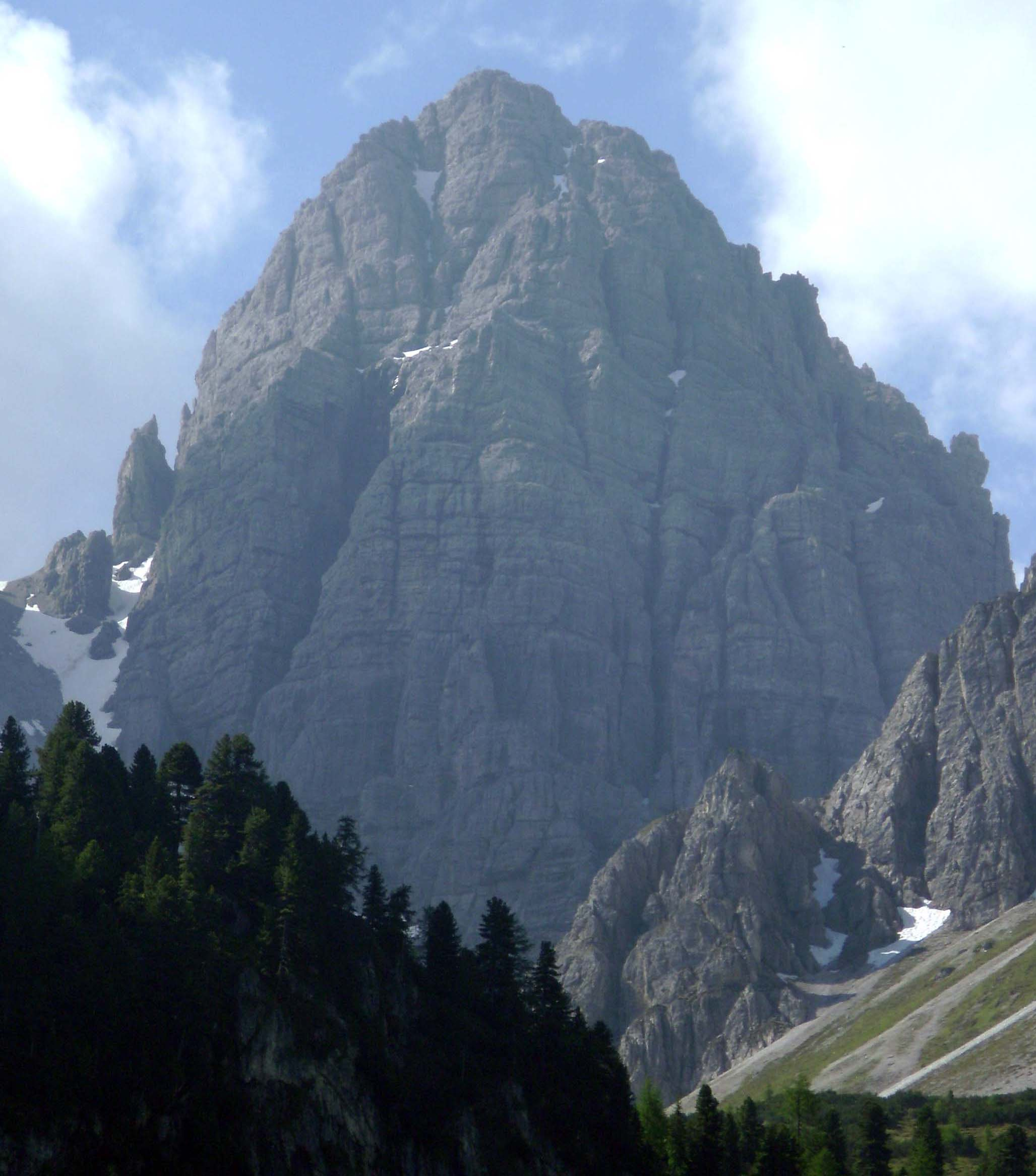
Von Norden aus der Axamer Lizum
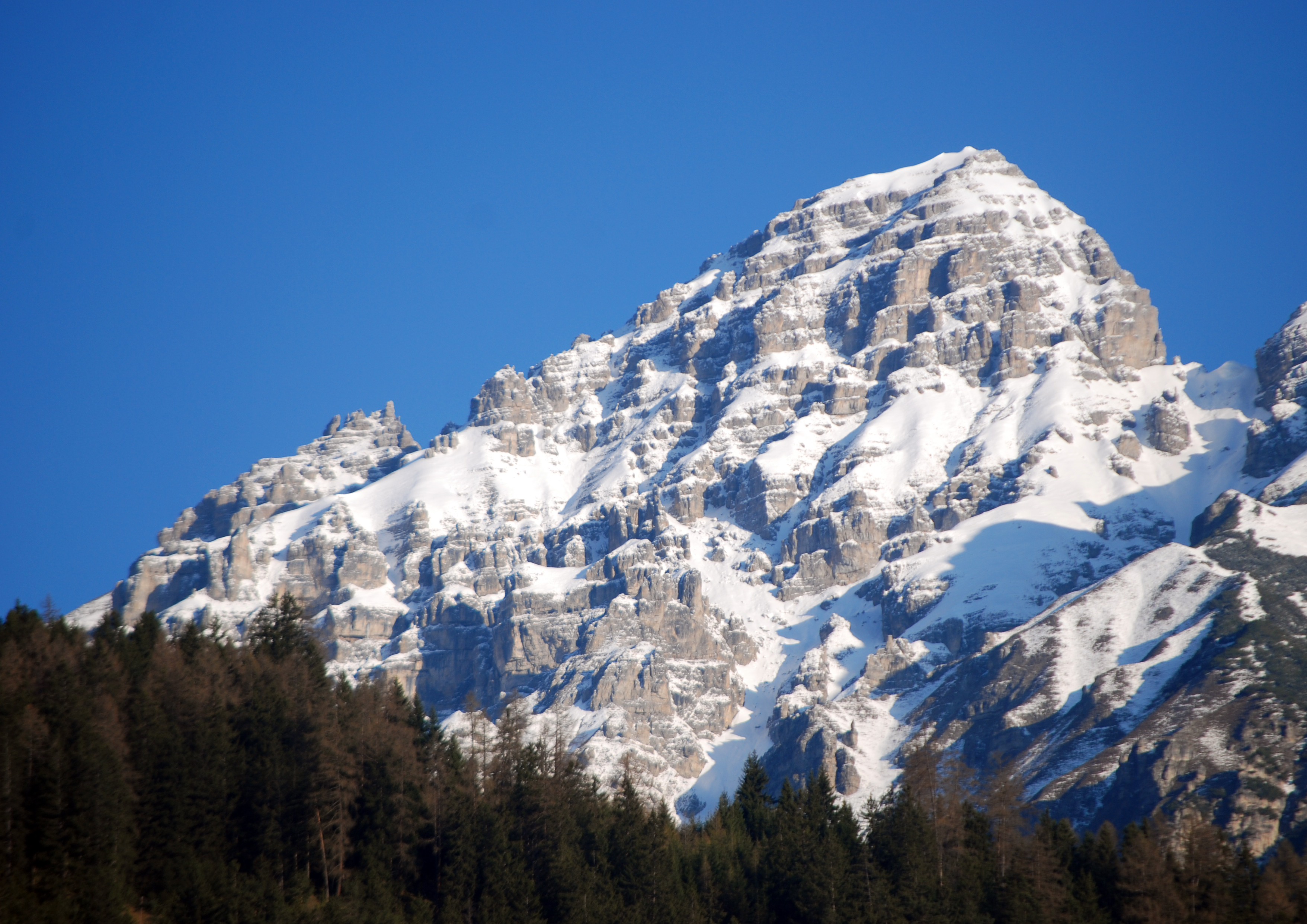
Von Südosten
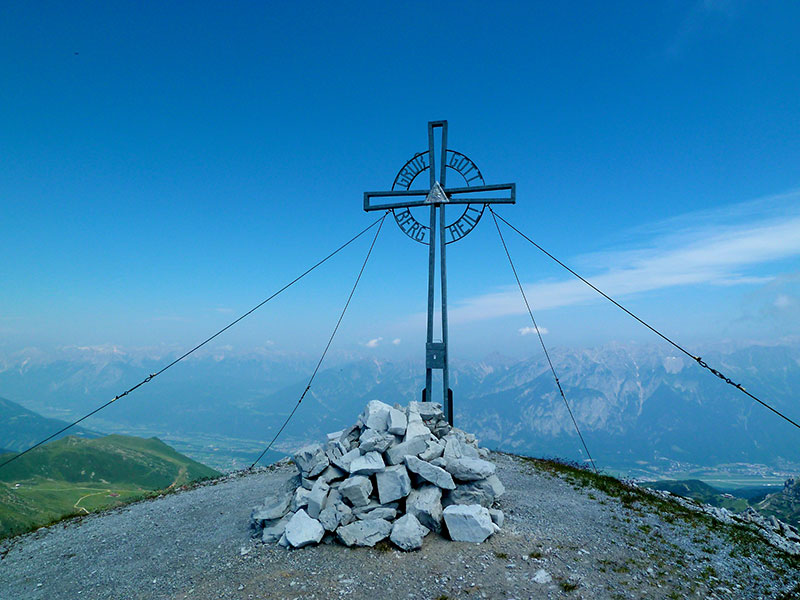
Mit Blick Richtung Inntal
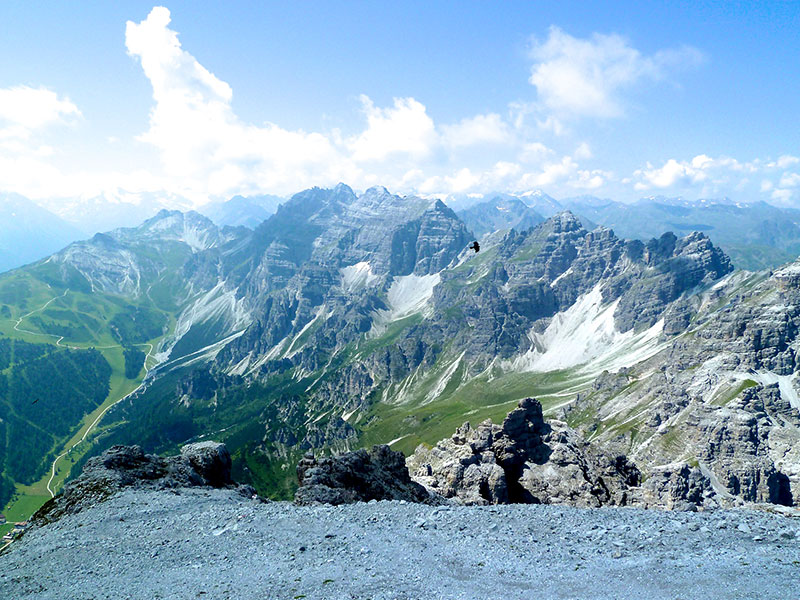
Mit Blick Richtung Schlick
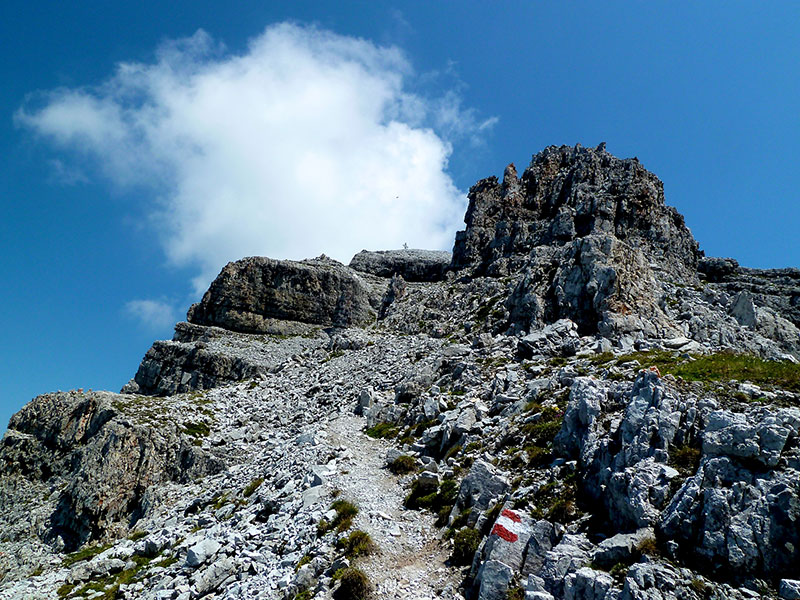
Kurz vor dem Gipfel der Marchreisenspitze